# Ubara-Tutu

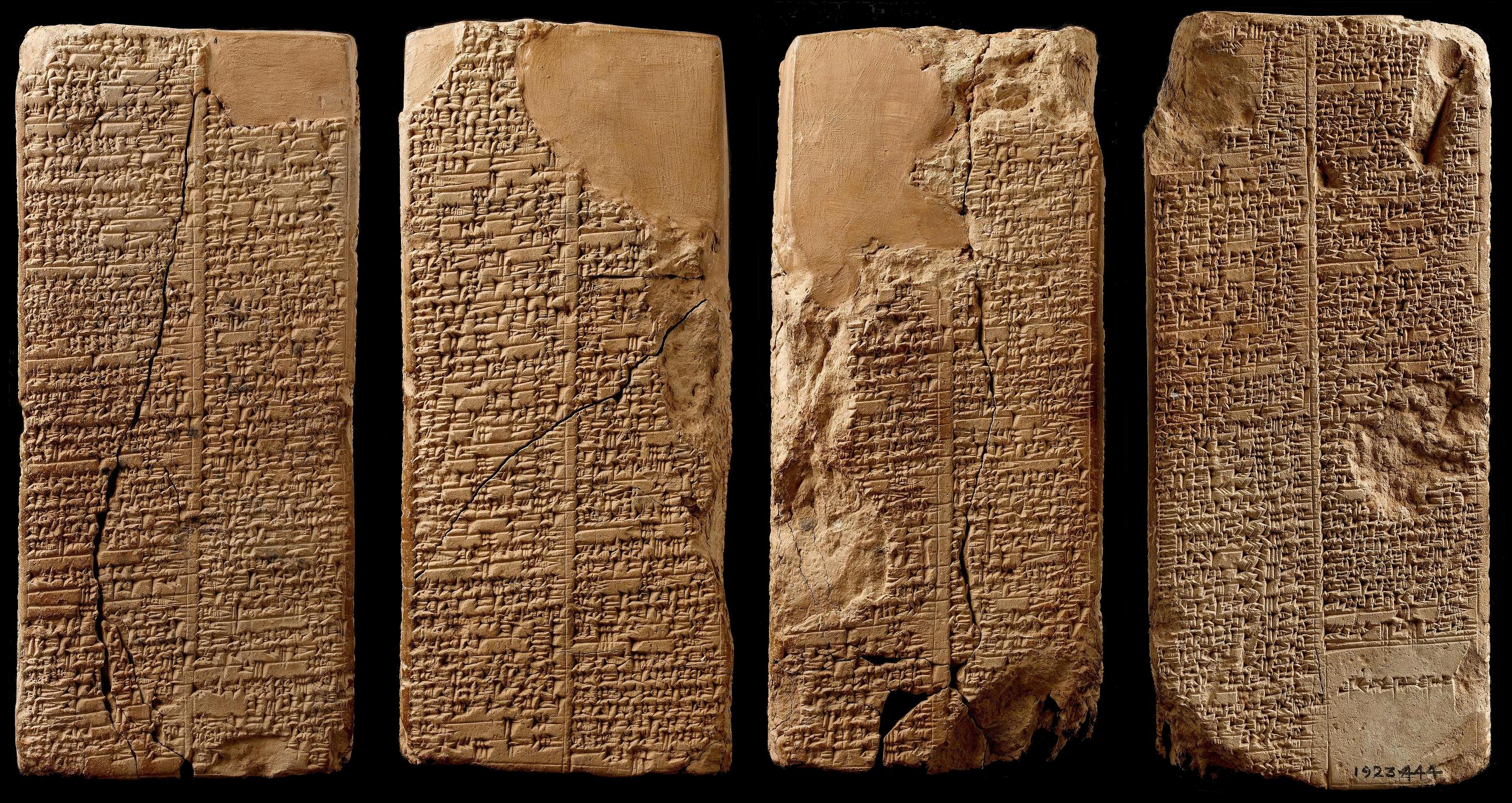
Sumeryjska lista królów

Ubara-Tutu (sum. mubara.dtu.tu, tłum. „Chroniony przez boga Tutu”) – według Sumeryjskiej listy królów ósmy z legendarnych, przedpotopowych władców sumeryjskich, który panować miał w mieście Szuruppak przez 18600 lat. W akadyjskim Eposie o Gilgameszu wymieniony jest jako ojciec ocalonego z potopu Ut-napisztima.